# Iglesia de Santa María (Dosiglesias)
La iglesia de Santa María es un edificio de la parroquia española de Dosiglesias, en la provincia de Pontevedra.

## Descripción
La iglesia está situada en la parroquia española de Dosiglesias, del municipio de Forcarey, perteneciente a la provincia de Pontevedra. Aparece descrita en el séptimo volumen del Diccionario geográfico-estadístico-histórico de España y sus posesiones de Ultramar de Pascual Madoz, en la entrada correspondiente a la parroquia, con las siguientes palabras:

La igl. parr. (Sta. Maria), está servida por un cura de provision en concurso. Junto á la parr. habia una ermita dedicada á San Vicente, por cuya circunstancia se llamó esta felig. Dos-Iglesias: dicha ermita fué arruinándose por haberse vendido sus bienes y rentas durante el ministerio de Godoy.
(Madoz, 1847, p. 412)